# 斯帕克曼 (阿肯色州)
斯帕克曼（英語：Sparkman）是一個位於美國阿肯色州達拉斯縣的城市。

## 地理
斯帕克曼的座標為33°55′02″N 92°50′56″W / 33.91722°N 92.84889°W，而該地的平均海拔高度為52米（即171英尺）。

## 人口
根據2020年美國人口普查的數據，斯帕克曼的面積為3.34平方千米，皆為陸地。當地共有人口355人，而人口密度為每平方千米106人。